# 中畑駅 (広島県)
中畑駅（なかはたえき）は、広島県府中市河佐町中畑にある、西日本旅客鉄道（JR西日本）福塩線の駅である。

## 歴史
- 1963年（昭和38年）10月1日：国鉄福塩線下川辺 - 河佐間に新設[2]。
- 1987年（昭和62年）4月1日：国鉄分割民営化に伴い、JR西日本の駅となる[2]。

## 駅構造
三次方面に向かって右側に単式ホーム1面1線を有する地上駅（停留所）。
三次鉄道部管理の無人駅。駅舎は無く、ホーム三次寄りにある出入口から直接ホームに入る形となっている。自動券売機は設置されていない。ホーム階段前から下の道に降りるとトイレがある。

## 利用状況
近年の1日平均乗車人員の推移は以下の通り。
| 年度               | 1日平均 乗車人員 |
| ------------------ | ---------------- |
| 1996年（平成08年） | 40               |
| 1997年（平成09年） | 32               |
| 1998年（平成10年） | 24               |
| 1999年（平成11年） | 18               |
| 2000年（平成12年） | 18               |
| 2001年（平成13年） | 17               |
| 2002年（平成14年） | 13               |
| 2003年（平成15年） | 9                |
| 2004年（平成16年） | 9                |
| 2005年（平成17年） | 10               |
| 2006年（平成18年） | 13               |
| 2007年（平成19年） | 14               |
| 2008年（平成20年） | 10               |
| 2009年（平成21年） | 4                |
| 2010年（平成22年） | 3                |
| 2011年（平成23年） | 2                |
| 2012年（平成24年） | 1                |
| 2013年（平成25年） | 0                |
| 2014年（平成26年） | 0                |
| 2015年（平成27年） | 1                |
| 2016年（平成28年） | 3                |
| 2017年（平成29年） | 3                |
| 2018年（平成30年） | 2                |
| 2019年（令和元年） | 1                |
| 2020年（令和2年）  | 0                |

## 駅周辺
- 広島県道24号府中上下線
- 中国バス「河佐安藤」停留所：広島県道24号線沿い

## 隣の駅
西日本旅客鉄道（JR西日本）
 福塩線
下川辺駅 - 中畑駅 - 河佐駅